# Bratři Polanští
Tadeáš Polanský (14. března 1713 Uherské Hradiště – 1770) a Jan Nepomuk Polanský (1723 Brno – 1776) byli jezuité, teologové, fyzikové a přednášející na olomoucké univerzitě, mladší Jan dokonce i na pražské univerzitě.

## Život
Jejich rodiče se jmenovali Jan Jiří Polanský a Anna Alžběta Polanská. Otcův kariérní růst z právního poradce v Uherském Hradišti na zemského advokáta v Brně zapříčinil to, že se bratři nenarodili ve stejném městě. Spojovalo je členství v jezuitském řádu, obliba k přírodním i teologickým vědám a působení na olomoucké univerzitě, na které se ujali přednášek z matematiky, fyziky a teologie.
J. N. Polanský díky svému chatrnému zdraví nevyučoval po zrušení jezuitského řádu v roce 1773 na univerzitě, na které zůstali z původních třinácti jezuitských kantorů dva. Jmenovitě to byli  pražský rodák a vyučující fyziky Jan Dürnbacher a matematik Štěpán Schmidt.

## Dílo

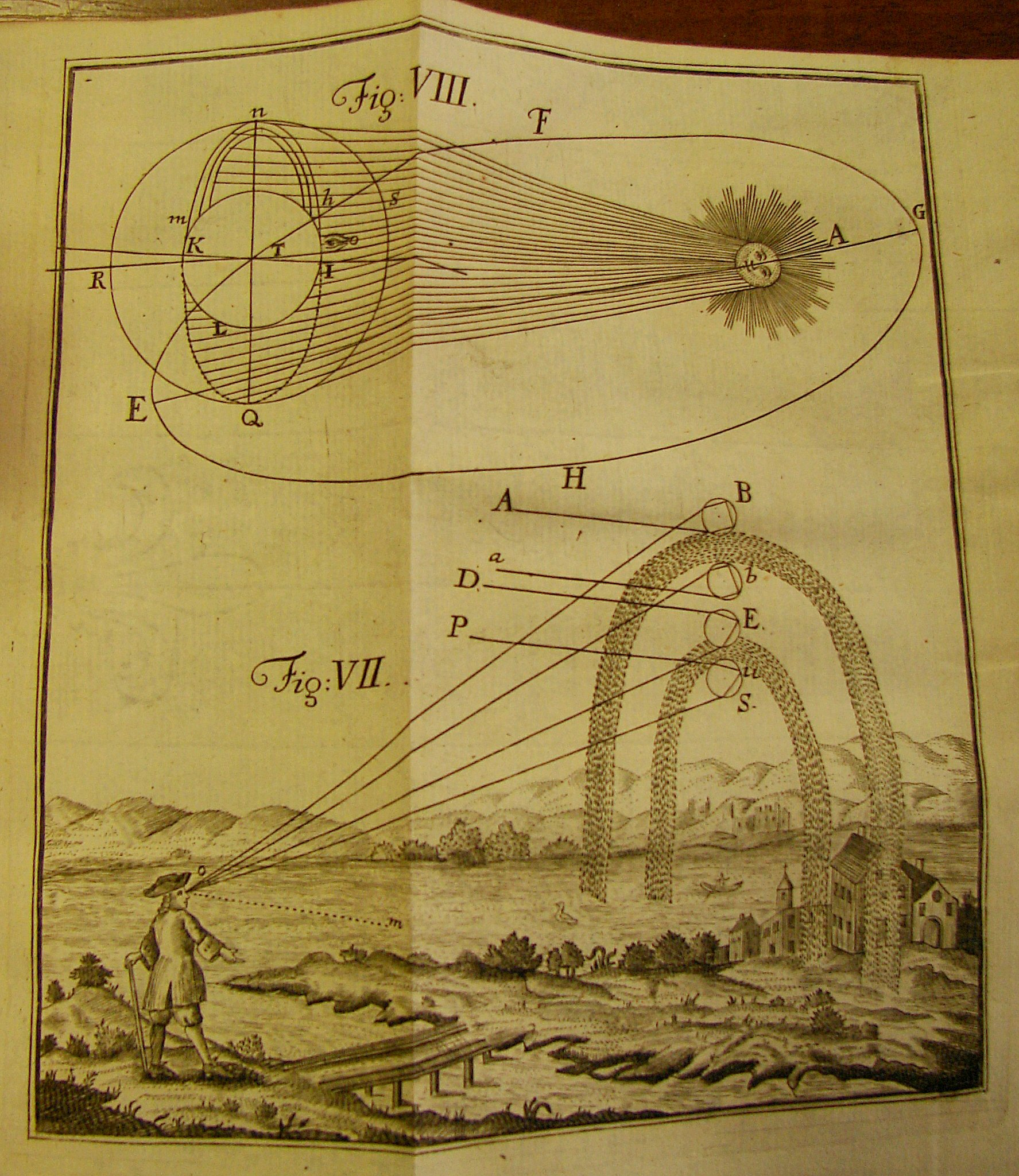
Z díla J. N. Polanského

Bratři Polanští se věnovali se otázkám, týkajícím se blesku a hromu, skládáním barev, původu hor a hornin, vzniku primární a sekundární duhy, ale také fázím Venuše a jiným astronomickým otázkám.
Starší z bratrů Tadeáš sepsal  dílo pro bakaláře vysokého učení s názvem, které v českém překladu zní: Fyzikálně experimentální disertace podle principů Aristotela a peripatické školy o hromu a blesku, čili o zaleknutí a o úderu blesku, proti názorům a domněnkám antiperipetiků (1747). Formou otázek a odpovědí se v něm zabýval převážně bouřkovými ději. Je zde patrná aristotelovská filozofie, přestože byly známy Steplingovy pokusy s elektřinou, a navíc neznámý jezuita v Olomouci prováděl „pomocí proslulého a nově vynalezeného elektrického stroje po účinném elektrizování obdivuhodné pokusy na lidech a jiných věcech“. V díle se ani slovem nezmínil o slovu elektřina, všechny příčiny pohybu větru přisuzoval suchým parám, podobně jako Aristotelés. V první polovině 18. století, ještě vědci neznali souvislost mezi elektřinou pozorovanou v laboratořích a elektřinou atmosférickou.
Po mladším Janovi nám zůstaly dvě studie o duze z roku 1761, které se v českém překladu jmenují: 
- Fyzikální disertace o vzniku a podstatě primární (hlavní) duhy
- Fyzikální disertace o vzniku a podstatě sekundární (vedlejší) duhy

V dílech popsal elementární teorii duhy i s matematickými důkazy.